# Maria Panajotopulu-Kasiotu
Maria Panajotopulu-Kasiotu, gr. Μαρία Παναγιωτοπούλου-Κασσιώτου (ur. 29 lipca 1952 w Chios) – grecka nauczycielka, leksykograf, polityk, od 2004 do 2009 posłanka do Parlamentu Europejskiego.

## Życiorys
W 1974 ukończyła studia z zakresu literatury greckiej i francuskiej na Uniwersytecie Ateńskim. Uzyskała następnie dyplom DEA (1977) i stopień doktora nauk historycznych (1982) na paryskiej Sorbonie. Kształciła się także w Bari i Lyonie.
Od 1980 pracowała jako nauczyciel w greckich szkołach różnych szczebli, następnie w latach 1984–1990 w Niemczech. Pozostała w tym kraju jako doradca ds. edukacji i kształcenia zawodowego (do 1996), później przez rok prowadziła w Bonn badania poświęcone leksykografii. Przez kolejne lata brała udział w tworzeniu słownika bizantyjsko-greckiego.
Od 1984 zaangażowana w działalność Nowej Demokracji w Stuttgarcie i Bonn. W 2004 z ramienia Nowej Demokracji została wybrana do Parlamentu Europejskiego VI kadencji. Należała do grupy chadeckiej, pracowała w Komisji Zatrudnienia i Spraw Socjalnych, Komisji Praw Kobiet i Równouprawnienia oraz Komisji Petycji (przez pół kadencji jako jej wiceprzewodnicząca). W PE zasiadała do 2009.